# Protea baumii
Protea baumii är en tvåhjärtbladig växtart. Protea baumii ingår i släktet Protea och familjen Proteaceae.

## Underarter
Arten delas in i följande underarter:
- P. b. baumii
- P. b. robusta